# Limnephilus concolor
Limnephilus concolor is een schietmot uit de familie Limnephilidae. De soort komt voor in het Nearctisch gebied.